# Geranium paramicola
Geranium paramicola är en näveväxtart som beskrevs av Reinhard Gustav Paul Knuth. Geranium paramicola ingår i släktet nävor, och familjen näveväxter. Inga underarter finns listade i Catalogue of Life.